# Heinrich August Riedel
Heinrich August Riedel (* 25. August 1748 in Schleiz im Voigtland; † 16. Dezember 1810 in Berlin) war ein deutscher Architekt und Maler, ab 1778 Geheimer Oberbaurat und ab 1804 neben Johann Peter Morgenländer zweiter Direktor der technischen Oberbaudeputation.

## Leben
Er wurde als Sohn des Bayreuther Hofbaumeisters Johann Gottlieb Riedel geboren. Seine jüngeren Brüder waren der Oberbaurat Heinrich Karl Riedel und der Architekt und Maler Karl Christian Riedel.
Seine erste Ausbildung in Architektur, Malerei, Mathematik und Physik erhielt Riedel bei seinem Vater, nach der Umsiedlung nach Berlin im Jahr 1769 war er unter Jan Bouman d. Ä. tätig. 1775 absolvierte er das Examen beim Oberbaudepartement, wurde anschließend als Bauinspektor in fast allen Provinzen Preußens eingesetzt. Seit 1778 Assessor beim Oberbaudepartement, wurde er 1783 zum Geheimen Oberbaurat befördert. Von etwa 1785 bis 1787 war er mit der Urbarmachung in der Altmark, vor allem im Drömling betraut, dessen Trockenlegung er 1801 vollendete.
1790 begleitete Friedrich Gilly Riedel auf dessen Reise durch Westfalen und Holland. Sie beschäftigten sich auf dieser Studienreise ausführlich mit der Wasserbaukunst.
1798 gehörte Riedel u. a. mit David Gilly, Michael Philipp Boumann, Carl Gotthard Langhans, Friedrich Becherer und Johann Albert Eytelwein zur Vorbereitungskommission für die Gründung der Berliner Bauakademie, an der er von 1799 bis 1801 Strom- und Deichbau lehrte und deren Direktor er gemeinsam mit Gilly, Eytelwein und Becherer nach der Gründung 1799 wurde. Nach seiner Lehrtätigkeit blieb er bis 1809 Mitglied des Direktoriums, bzw. der akademischen Deputation.
Einer seiner Schüler war der später nach Amerika ausgewanderte englische Architekt und Ingenieur Benjamin Latrobe.
Zusammen mit Becherer, Gilly und Eytelwein wurde er auch Direktor und Mitglied des Senats der Königlichen Akademie der Künste. 1803 rückte er im Oberbaudepartement zum zweiten Direktor auf. 1809 wurde er entlassen, aber als Gutachter weiter beschäftigt.

## Auszeichnungen
- Ehrenmitglied der Preußischen Akademie der Künste, Berlin, Sektion für die Bildenden Künste.

## Werke (Auswahl)
Bauwerke
- 1780–1796: Entwässerungsprojekt des Niederungsgebiets Drömling[4]
- um 1810: Predigerwitwenhaus Friedrichstraße 213.[5]

Schriften
- Etwas über schickliche Verzierung der Fassaden. In: Sammlung nützlicher Aufsätze und Nachrichten, die Baukunst betreffend. Band 2. Johann Friedrich Unger, Berlin 1797, S. 48–58 (Textarchiv – Internet Archive).
- Ausführliche Anleitung zur Strohm- und Deichkunde. Lange, Berlin 1800 (Des theoretischen Theils Erster Band, welcher vorbereitende Lehren enthält, uni-goettingen.de).